# Marie z Battenbergu
Marie z Battenbergu (Marie Karolína; 15. února 1852, Štrasburk – 20. června 1923, Schönberg) byla princezna z Battenbergu a sňatkem z Erbach-Schönbergu. Působila také jako spisovatelka a překladatelka.

## Původ a mládí
Marie se narodila jako nejstarší dítě a jediná dcera Alexandra Hesensko-Darmstadtského, zakladatele rodu Battenbergů, a jeho morganatické manželky Julie von Hauke, dcery polského hraběte Hanse Moritze Haukeho. Důsledkem morganatického manželství rodičů byli Marie a její bratři vyjmuti z následnictví Hesenského velkovévodství a dostali titul princezna a princové z Battenbergu. Marie, která byla počata pět měsíců před sňatkem rodičů, vždy lidem říkala, že má narozeniny 15. července místo 15. února. Narodila se však 15. února ve Štrasburku, ne 15. července v Ženevě.
Marie vyrůstala ve zdravém rodinném prostředí, které bylo jejími královskými příbuznými označováno za harmonické a jednoduché. Marie byla nejstarší a měla čtyři mladší bratry, kteří byli sami o sobě velmi význační. Nejstarší bratr Ludvík byl britským prvním námořním lordem, otcem švédské královny Luisy a hraběte Mountbattena; byl také dědečkem prince Philipa. Druhá bratr Alexandr byl v roce 1879 zvolen bulharským knížetem. Třetí bratr Jindřich se oženil s princeznou Beatrix, dcerou královny Viktorie a byl otcem španělské královny Viktorie. Její čtvrtý a nejmladší bratr František Josef se oženil s dcerou černohorského krále Nikoly I. Annou. Marie tak byla příbuznou různých evropských královských rodin.
Byla take kmotrou své neteře Alice, matky prince Philipa.

## Manželství a potomci
19. dubna 1871 se devatenáctiletá Marie v Darmstadtu provdala za o dvanáct let staršího hraběte Gustava Arnošta z Erbach-Schönbergu (1840–1908), který byl v roce 1903 povýšen na knížete. Manželé spolu měli čtyři děti:
- Alexandr z Erbach-Schönbergu (12. září 1872 – 18. října 1944), v roce 1900 se oženil s Alžbětou Waldecko-Pyrmontskou, sestrou nizozemské královny Emmy.
- Maxmilián z Erbach-Schönbergu (17. března 1878 – 25. března 1892), byl psychicky labilní a zemřel ve čtrnácti letech.
- Viktor z Erbach-Schönbergu (26. září 1880 – 27. dubna 1967), v roce 1909 se oženil s hraběnkou Alžbětou Széchényi de Sarvar et Felsö-Vidék.
- Marie Alžběta z Erbach-Schönbergu (7. července 1883 – 12. března 1966), v roce 1910 se provdala za knížete Fridricha Viléma ze Stolberg-Wernigerode.

## Literární práce
- Mariin bratr Alexandr byl v roce 1879 zvolen bulharským knížetem pod nominální suverenitou tureckého chalífy. Její vzpomínky na návštěvu jeho dvora, Můj výlet do Bulharska, byly vydány v roce 1884.
- Marie také vydala své paměti, v nichž zastává zásadní roli její vztah s duševně labilním synem Maxmiliánem.
- Marie přeložila dvě práce Edith Jacob, The Gate of Paradise a An Easter Dream.
- Také přeložila A Trip to Siberia od Kate Marsden.